# Sant Vicenç de Menàrguens
L'Església parroquial de Nostra Senyora de l'Assumpció, és una església gòtica de Menàrguens (Noguera) protegida com a bé cultural d'interès local.

## Descripció
Església parroquial de Nostra Senyora de l'Assumpció. A l'esquerra del retaule, Sant Vicenç, patró de Menàrguens i a la dreta, Sant Pere Màrtir, es troba al centre del nucli de Menàrguens, al vessant sud-est del turó del castell (núm. 1142) i sobre la plaça de l'església (núm. 22245). Es tracta d'un edifici aïllat que ocupa una posició elevada i preeminent sobre la plaça, indret on se situa la casa de la vila o antiga Paeria. Consisteix en una església d'una sola nau, amb campanar (ubicat a la meitat de la façana sud) i dues capelles adossades. De l'edifici original en estil gòtic només en resta la capçalera, dues capelles i el mur sud de la nau, mentre que la resta, aproximadament la meitat oest, ha estat reconstruïda en època contemporània amb totxo i solucions decoratives austeres (finestrals ogivals a les façanes laterals) inspirades llunyanament en el gòtic.
Orientada de sud-oest a nord-est, l'antiga façana principal està desapareguda i ha estat substituïda per una façana llisa de totxo acabada amb un frontó triangular amb una claraboia circular al centre (a imitació d'un rosetó) i un ull de bou a la part superior. La part de la façana sud reconstruïda contemporàniament adopta una solució estètica similar amb tres finestrals ogivals, un en cadascun dels trams separats per contraforts. Aquesta part reconstruïda de l'església està estucada i pintada en un color beix clar rosat que s'assembla al color de la pedra nua de la part original de l'església, però que fa que s'hi distingeixi perfectament. La porta d'accés es troba en la part nova de la façana sud i aprofita a la banda dreta el marc d'arc de mig punt de l'antic accés original.

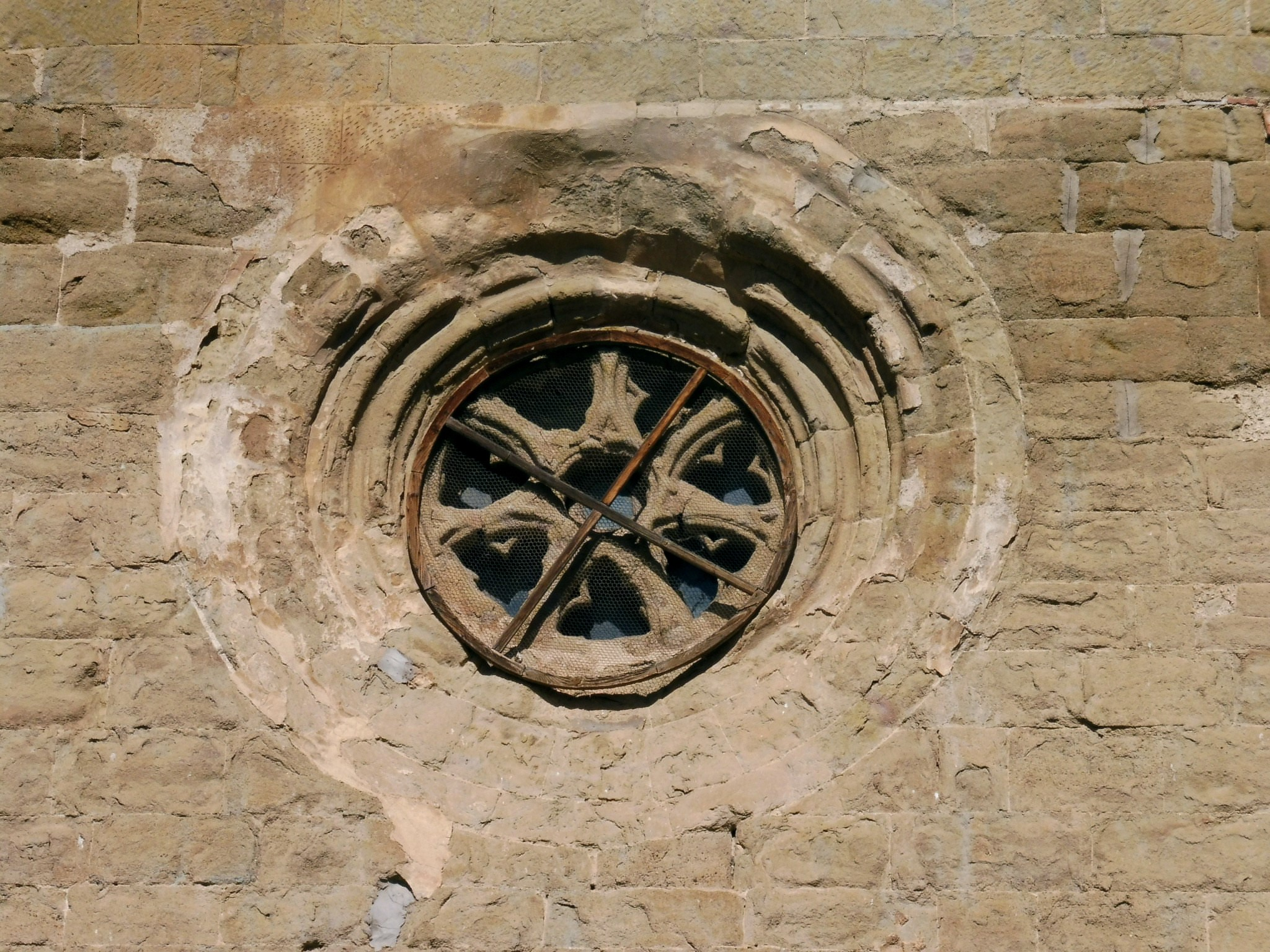
Ull de bou

Aquest arc de mig punt s'adossa a la torre del campanar, de planta de base quadrada que a partir de l'alçada de la nau central original esdevé de planta octogonal, amb quatre obertures d'arc rodó (reconstruïdes a la part superior amb totxo).
La nau central original està feta amb aparell regular de carreu de pedra sorrenca, recolzada per contraforts i amb una capçalera poligonal que permet que a l'interior s'hi adapti la volta de creueria. Dos finestrals ogivals, avui tapiats, s'obrien a les cantonades de la capçalera. Entre el contrafort sud de la capçalera i el campanar s'adossen dues estances laterals, l'occidental de les quals correspon a una capella que s'il·lumina mitjançant un rosetó. En l'aparell constructiu d'aquestes estances de la banda sud, s'aprecien diferències en la natura de la pedra que deuen correspondre a diferents fases constructives. Així mateix, la nau central està acabada amb un pany de totxo que denota que la teulada va ser refeta i reforçada exteriorment.
A l'interior, en canvi, la nau central conserva la volta de creueria original i rere l'altar major s'hi conserva un retaule dedicat a la Mare de Déu de l'Assumpció. Probablement d'aquest altar prové el bell retaule gòtic també dedicat a Sant Vicenç i que és obra de Bernat Martorell, que el pintà cap a 1438-40 que es conserva actualment al MNAC. De l'altar del Roser se sap que estava presidit per un retaule renaixentista. La resta de l'edifici va ser totalment refet i ampliat.

## Història
El castell de Menàrguens apareix documentat el 1050, però no és fins al 1163 que el comte Ermengol VII d'Urgell concedeix als repobladors del lloc la carta de poblament. La primera església de la vila, ja dedicada a Sant Vicenç, apareix documentada el 1180 quan una butlla del papa Alexandre III confirmà la donació de l'església a Santa Maria de Solsona. L'església s'esmenta novament el 1236 amb motiu de les noces que s'havien de celebrar entre el comte Àlvar de Cabrera i Sibil·la d'Anglesola, que el comte deixà plantada a l'església per casar-se amb Cecília de Foix. El 1270, havent mort Cecília de Foix, Menàrguens i Albesa, viles que li pertanyien, van passar a la corona i tot seguit Jaume I les infeudà a Arnau de Calaf. En temps de Pere el Gran i de Jaume II, la vila, el castell i l'església van ser afavorits amb drets i concessions. El 1415, després de la rebel·lió del comte Jaume d'Urgell el Dissortat, el castell i la vila van ser venuts a l'abat de Poblet, abadia que ja hi tenia donacions des de 1186 i 1237. Des d'aquesta data, Menàrguens va passar a constituir una part integrant de la baronia d'Urgell pròpia de Poblet fins a l'extinció de les senyories el segle xix. A aquesta època, segle xv, correspon la construcció de l'església gòtica de Sant Vicenç.